# Dražen Marović
Dražen Marović est un joueur d'échecs, un entraîneur, un journaliste yougoslave puis  croate né le 14 janvier 1938 à Split. Grand maître international depuis 1975, il a une formation de professeur de langues (anglais, espagnol et italien) et est l'auteur de livres sur les échecs.

## Carrière aux échecs
Dražen Marović a remporté les tournois de :
- Hastings B (tournoi Challengers) 1961-1962 (ex æquo avec Manfred Mannike)[2] ;
- Amsterdam IBM B (tournoi de maîtres) 1967[3] et 1972[4] ;
- Malaga 1968 (tournoi d'échecs de la Costa del Sol, ex æquo avec Borislav Ivkov et devant Arturo Pomar) ;
- Zagreb 1971 ;
- Virovitica 1978 ;
- Barcelone 1980[5] ;
- Sainte-Maxime 1982[6].

Parmi ses résultats notables, il fut :
- quatrième du tournoi de Hastings Premier 1962-1963, derrière Kotov, Gligoric et Smyslov[7] ;
- deuxième-troisième du tournoi international de Zagreb 1964 (victoire de Szabo), puis onzième parmi vingt joueurs l'année suivante (1965) d'un tournoi encore plus relevé (avec le champion du monde en titre Petrossian et les prétendants au titre mondial Bronstein, Larsen, Portisch, Uhlmann et Gligoric) et où il est le seul joueur non titré (grâce à ce résultat, Marovic a obtenu le titre de maître international en 1965[8]) ;
- quatrième du tournoi international de Skopje en 1970 (victoire de Taïmanov devant Vassioukov et Gheorghiu) ;
- deuxième ex æquo du tournoi de Zagreb en 1972 (victoire de Leonid Stein) ;
- sixième du tournoi de grands maîtres d'Amsterdam IBM en 1973 (victoire de Planinc et Petrossian) ;
- onzième du mémorial Capablanca à Cuba en 1973 (avec 11,5 points sur 21) ;
- quatrième du tournoi d'échecs de Dortmund (championnat international de RFA) de 1973 (victoire de Hecht, Ulf Andersson et Boris Spassky) ;
- deuxième ex æquo du tournoi de Malaga (Costa del Sol) 1981 derrière Mikhaïl Tal.

## Compétitions par équipe
Dražen Marović a représenté la Yougoslavie lors des championnats d'Europe par équipe de 1961 et 1965, remportant à chaque fois la médaille d'argent par équipe et une médaille d'argent individuelle à l'échiquier de réserve en 1965.
De 1962 à 1964, il a participé aux olympiades universitaires (championnats du monde par équipes de moins de 26 ans), remportant la médaille d'argent par équipe en 1962 et 1963.

## Publications
- King Pawn Openings, Harper Collins, 1975 ;
- King Fianchetto Defences (Contemporary chess openings), Harper Collins, 1977 ;
- Play the King's Indian Defence, Pergamon, 1984 ;
- An Opening Repertoire for Black, Batsford, 1987 ;
- An Active Repertoire for Black, Batsford 1991 ;
- Play the Queen's Gambit, Cadogan Chess Books, 1992 ;
- Understanding Pawn Play in Chess, Gambit, 2000 ;
- Dynamic Pawn Play in Chess, Gambit, 2001 ;
- Secrets of Positional Chess, Gambit, 2003 ;
- Secrets of Chess Transformations, Gambit, 2004.